# Зоричи (Брестская область)
Зо́ричи (бел. Зорычы, до 1964 года — Мо́рдичи) — деревня в Барановичском районе Брестской области Беларуси. Входит в состав Молчадского сельсовета. Население — 13 человек (2019).

## География
Расположена в 17,5 км (29 км по автодорогам) к северо-западу от центра Барановичей и в 12 км (14 км по автодорогам) к юго-востоку от центра сельсовета, деревни Молчадь. В 0,5 км от деревни находится железнодорожный остановочный пункт Железница на линии Барановичи — Лида. У северо-западной части деревни находятся асфальтобетонный завод, гравийно-сортировочный завод «Омневичи» и железнодорожная станция Мордичи линии Барановичи — Лида.

## История
Известна с 1798 года как Мордичи. Согласно переписи 1897 года входила в Городищенскую волость Новогрудского уезда Минской губернии и имела 61 двор, хлебозапасный магазин и таверну. В 1909 году — 71 двор.
С 1921 года в составе Польши, входила в состав гмины Городищи Новогрудского повета Новогрудского воеводства, 34 двора.
С 1939 года в БССР. С 15 января 1940 года в Городищенском районе Барановичской области, с 8 января 1954 года — Брестской области, с 25 декабря 1962 года в Барановичском районе.
В Великую Отечественную войну с конца июня 1941 года до июля 1944 года деревня была оккупирована немецко-фашистскими захватчиками. На фронтах войны погибли 6 сельчан.
В 1964 году деревня переименована в Зоричи. До недавнего времени действовал магазин.

## Население
На 1 января 2021 года насчитывалось 19 жителей в 12 хозяйствах, в том числе 9 трудоспособных и 10 пенсионеров.
| Численность населения (по переписи) | Численность населения (по переписи) | Численность населения (по переписи) | Численность населения (по переписи) | Численность населения (по переписи) | Численность населения (по переписи) | Численность населения (по переписи) |
| 1897                                | 1909                                | 1921                                | 1970                                | 1999                                | 2009                                | 2019                                |
| ----------------------------------- | ----------------------------------- | ----------------------------------- | ----------------------------------- | ----------------------------------- | ----------------------------------- | ----------------------------------- |
| 423                                 | ↗473                                | ↘161                                | ↗167                                | ↘51                                 | ↘27                                 | ↘13                                 |